# Hed Kandi
Hed Kandi è un'etichetta discografica inglese, specializzata nel settore della musica house.
L'etichetta, fondata nel 1999 da Mark Doyle, fu acquistata nel dicembre del 2006 dall'etichetta inglese Ministry of Sound per una somma non meglio specificata. L'amministrazione di Hed Kandi passò in mano a Dan Baxter il quale aveva già avuto l'occasione di lavorare per la casa anche in passato.
La sua produzione discografica conta oltre 90 compilation e svariati singoli — dei quali tre entrati nelle Top Ten inglesi.
Dal marzo del 2007 Hed Kandi è presente anche in Mar Rosso con uno stabilimento balneare lungo la costa dell'Hurghada.

## Il marchio
Sin dalla sua fondazione, l'etichetta ha avuto come obiettivo la valorizzazione e la diffusione del proprio marchio nei settori più disparati della bella vita, come l'abbigliamento, e l'organizzazione di eventi mondani in tutto il pianeta.
Per questo motivo l'azienda ha stretto un accordo con la compagnia aerea Monarch Airlines che prevede la creazione di linee aeree per Ibiza con il proprio brand, ridefinito per l'occasione con il nome di "FlyKandi".